# Gereon
Gereon – imię męskie pochodzenia greckiego, od gr. γερων (geron), oznaczającego „sędziwy człowiek”. Patronem tego imienia jest święty Gereon z Kolonii z IV wieku.
W innych językach:
- łacina – Gereon, Gerontius[2]
- angielskim – Gery, Geary, Gereon
- włoskim – Gereone.

Gereon imieniny obchodzi 10 października.

## Osoby noszące imię Gereon
- Gereon Grzenia-Romanowski, polski kontradmirał
- Gereon Karl Goldmann(inne języki), niemiecki franciszkanin